# Peyerimhoffiola nitrariae
Peyerimhoffiola nitrariae är en insektsart som beskrevs av Al-ne'amy och Rauno E. Linnavuori 1982. Peyerimhoffiola nitrariae ingår i släktet Peyerimhoffiola och familjen dvärgstritar. Inga underarter finns listade i Catalogue of Life.